# Gaidropsarus
Gaidropsarus é um género de peixes pertencente à família Lotidae.